# حاملات العجل
حاملات العجل (الاسم العلمي: Cycliophora) هي شعبة من الحيوانات تتبع الحلزيات.

## التصنيف
- حاملات العجل الحقيقية
  - المعايشيات
    - المعايشات
      - المعايش